# Sheri Berman

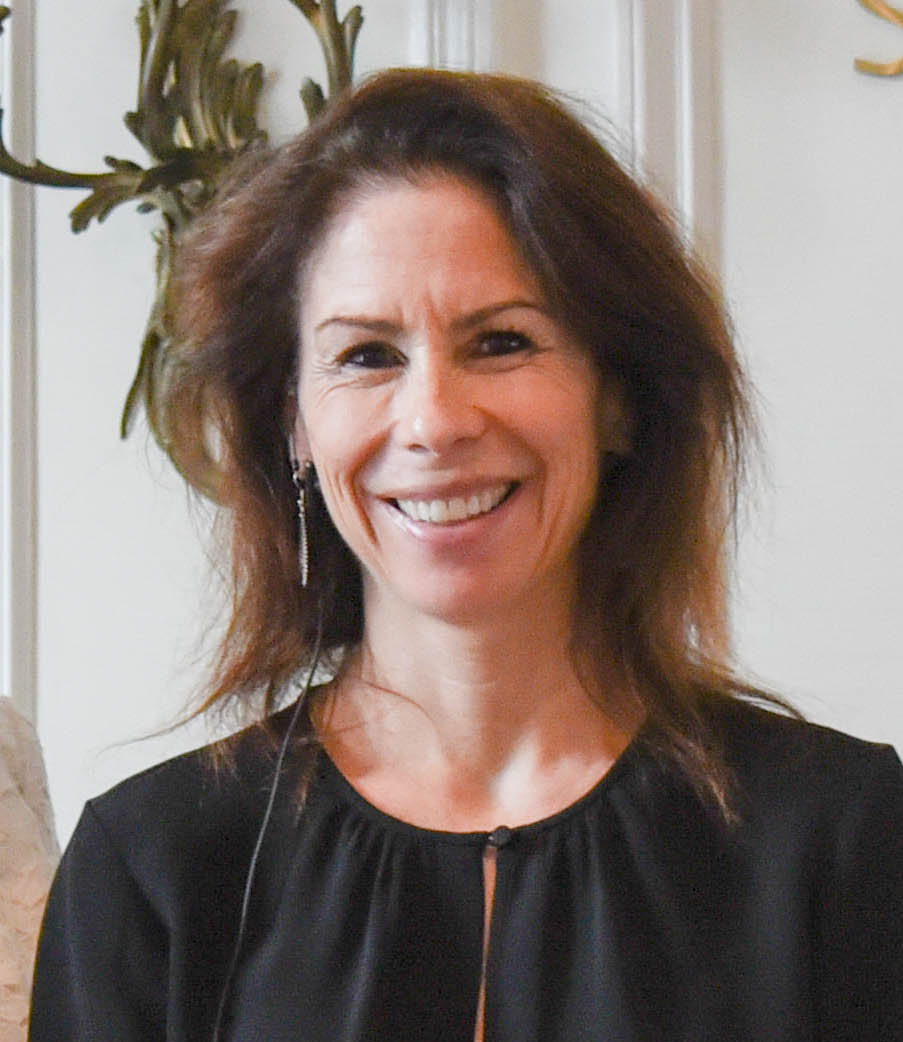
Sheri Berman (2018)

Sheri Berman (* 18. Oktober 1965) ist eine US-amerikanische Politikwissenschaftlerin und politische Kommentatorin und Professorin am Barnard College in New York City. Ihre Forschungsinteressen umfassen europäische Geschichte und Politik, die Entwicklung der Demokratie, Populismus und Faschismus sowie die Geschichte der Linken. Sie ist regelmäßige Autorin des von der Friedrich-Ebert-Stiftung herausgegebenen IPG-Journals.
Berman erwarb ihren Bachelor-Abschluss an der Yale University, das Master-Examen und die Ph.D.-Promotion an der Harvard University.

## Schriften (Auswahl)
- Democracy and dictatorship in Europe. From the Ancien régime to the present day. Cambridge University Press, New York 2018, ISBN 978-0-19-937320-8.
- The primacy of politics. Social democracy and the making of Europe's twentieth century. Cambridge University Press, New York 2006, ISBN 0-521-81799-4.
- The social democratic moment. Ideas and politics in the making of interwar Europe. Harvard University Press, Cambridge (Massachusetts) 1998, ISBN 0-674-44261-X.